# BugGuide
BugGuide (ili BugGuide.Net) je vebsajt i onlajn zajednica naturalista, amaterskih i profesionalnih, koji razmenjuju opservacije o insektima, paucima, i drugim srodnim stvorenjima. Vebsajt se sastoji od informacionih vodiča i hiljada fotografija antropoda iz Sjedinjenih Država i Kanade, što se koristi za identifikaciju i istraživanja. Ovaj nekomercijalni sajt održava Entomološki departman Državnog univerziteta Ajove. BugGuide je osmislio fotograf Troj Bartlet 2003. godine, a od 2006. sajt održava Dr. Džon Vandajk.